# امانوئل براودو دی پرالورمو
امانوئل براودو دی پرالورمو (انگلیسی: Emanuele Beraudo di Pralormo; ۱۳ ژوئیهٔ ۱۸۸۷ – ۱۱ اکتبر ۱۹۶۰) فرد نظامی و سوارکار اهل ایتالیا بود.